# Dicranota tetonicola
Dicranota (Dicranota) tetonicola là một loài ruồi trong họ Pediciidae. Chúng phân bố ở vùng sinh thái Nearctic.